# Планше-Ба
Планше́-Ба (фр. Plancher-Bas) — коммуна во Франции, находится в регионе Франш-Конте. Департамент — Верхняя Сона. Входит в состав кантона Шампанье. Округ коммуны — Люр.
Код INSEE коммуны — 70413.

## География
Коммуна расположена приблизительно в 350 км к востоку от Парижа, в 80 км северо-восточнее Безансона, в 45 км к востоку от Везуля.
По территории коммуны протекает река Раэн. Почти вся территория коммуны покрыта лесами.

## Население
Население коммуны на 2010 год составляло 1923 человека.
| 1962 | 1968 | 1975 | 1982 | 1990 | 1999 | 2010 |
| ---- | ---- | ---- | ---- | ---- | ---- | ---- |
| 1341 | 1293 | 1402 | 1538 | 1644 | 1637 | 1923 |

## Администрация
| Период | Период | Фамилия      | Партия | Примечания                                   |
| ------ | ------ | ------------ | ------ | -------------------------------------------- |
| 1945   | 1947   | Шарль Жилле  |        |                                              |
| 1947   | 1977   | Морис Паризо |        |                                              |
| 1977   | 1983   | Юбер Геррен  | ФКП    | член генерального совета кантона (1985—2004) |
| 1983   | 2014   | Ролан Жермен | ФКП    |                                              |

## Экономика
В 2010 году среди 1263 человек трудоспособного возраста (15—64 лет) 949 были экономически активными, 314 — неактивными (показатель активности — 75,1 %, в 1999 году было 67,2 %). Из 949 активных жителей работали 839 человек (444 мужчины и 395 женщин), безработных было 110 (56 мужчин и 54 женщины). Среди 314 неактивных 81 человек были учениками или студентами, 142 — пенсионерами, 91 были неактивными по другим причинам.

## Фотогалерея

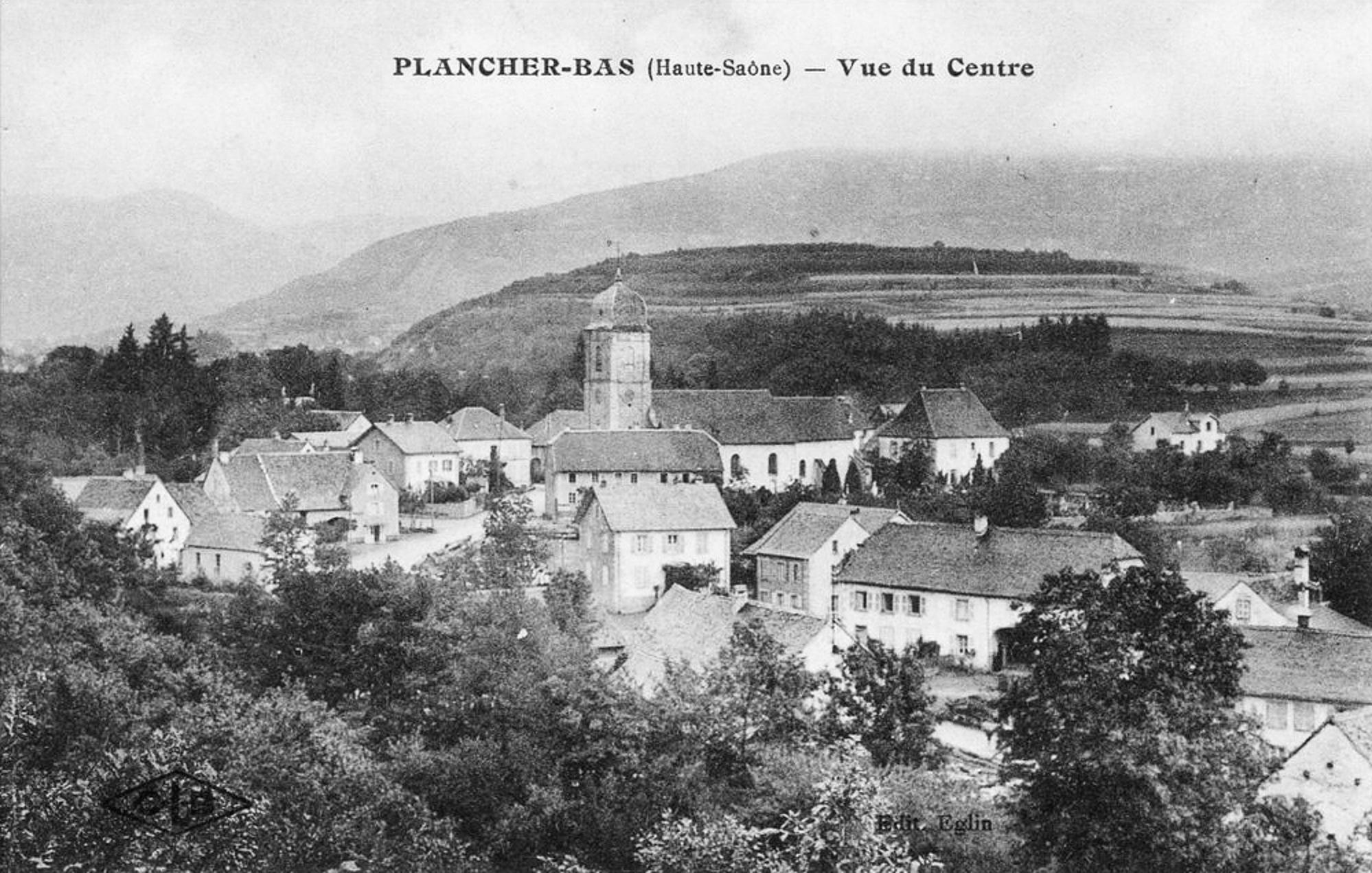
Планше-Ба (нач. XX века)
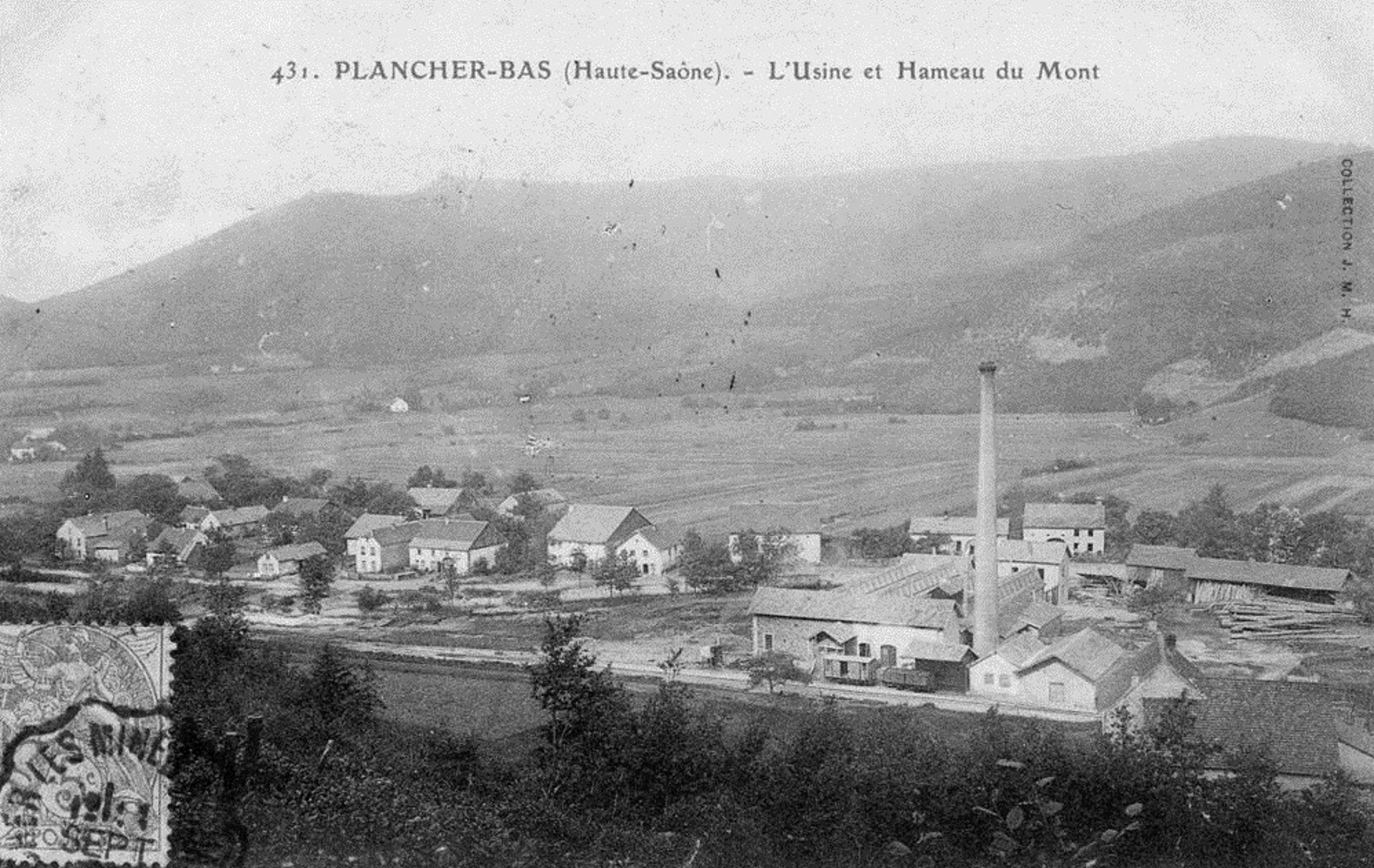
Планше-Ба (нач. XX века)
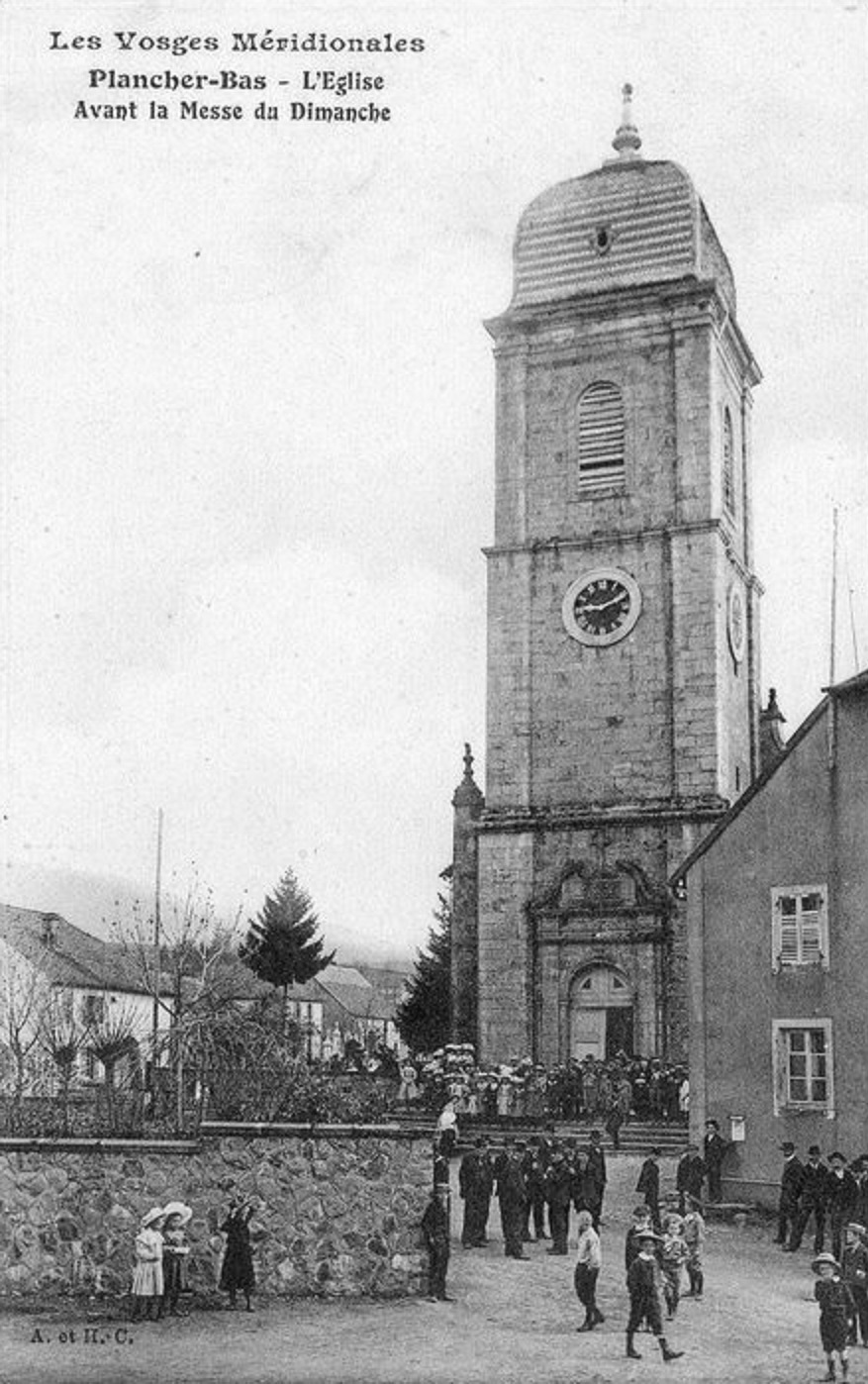
Церковь (нач. XX века)
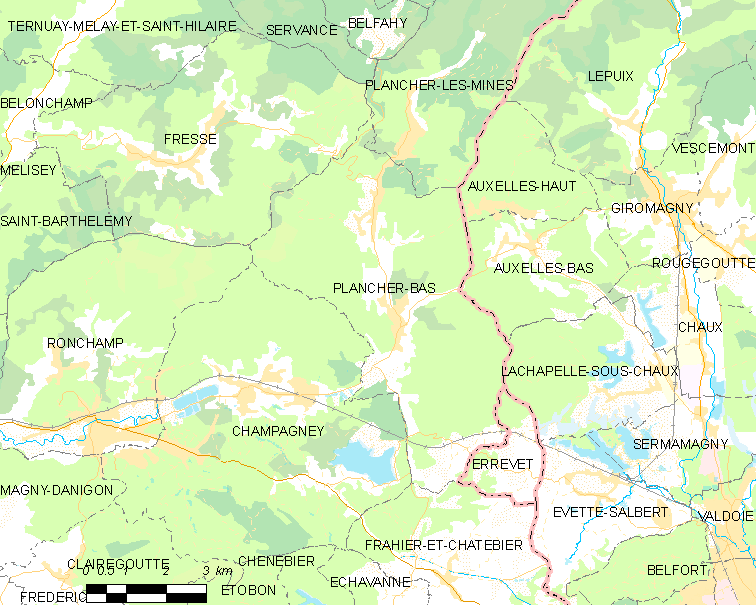
Карта коммуны